# Gonioscelis scapularis
Gonioscelis scapularis är en tvåvingeart som först beskrevs av Macquart 1838.  Gonioscelis scapularis ingår i släktet Gonioscelis och familjen rovflugor. Inga underarter finns listade i Catalogue of Life.